# Коралловые кошачьи акулы
Коралловые кошачьи акулы (лат. Atelomycterus) — один из родов семейства кошачьих акул (Scyliorhinidae). Род описан американским зоологом Самуэлем Гарманом в 1913 году.

## Описание
Тело удлиненное и стройное. Глаза большие. Брызгальца маленькие, закрываются за глазами. Губные складки хорошо развиты. Имеется пять пар жаберных отверстий. Два спинных плавника без шипов. Первый спинной плавник располагается позади брюшных. Зубы маленькие.

## Классификация
В мировой фауне насчитывается 6 видов
- Atelomycterus baliensis W. T. White, Last & Dharmadi, 2005
- Atelomycterus erdmanni Fahmi & W. T. White, 2015
- Atelomycterus fasciatus Compagno & Stevens, 1993
- Atelomycterus macleayi Whitley, 1939 — Австралийская коралловая кошачья акула
- Atelomycterus marmoratus — Индийская коралловая кошачья акула
- Atelomycterus marnkalha Jacobsen & M. B. Bennett, 2007

## Распространение
Представители рода встречаются у берегов Пакистана, Индии, Индонезии, Новой Гвинеи, Австралии, Филиппин, Вьетнама, и Китая.